# Mesabolivar difficilis
Mesabolivar difficilis är en spindelart som först beskrevs av Cândido Firmino de Mello-Leitão 1918.  
Mesabolivar difficilis ingår i släktet Mesabolivar och familjen dallerspindlar. Inga underarter finns listade i Catalogue of Life.